# گردشگران (فیلم ۲۰۱۲)
گردشگران (انگلیسی: Sightseers) یک فیلم کمدی سیاه بریتانیایی محصول سال ۲۰۱۲ به کارگردانی بن ویتلی، نویسندگی و بازی الیس لو و استیو آورم است.
این فیلم برای نمایش در بخش دو هفته کارگردانان در جشنواره فیلم کن ۲۰۱۲ در ۲۳ مه ۲۰۱۲ انتخاب شد و در ۳۰ نوامبر در بریتانیا توسط استودیوکانال منتشر شد. این فیلم عموماً نقدهای مثبتی از سوی منتقدان دریافت کرد.

## خلاصه داستان
کریس می‌خواهد به دوست دختراش تینا دنیای خود را نشان دهد، اما اتفاقات به زودی علیه این زوج توطئه می‌کنند و تعطیلات رؤیایی آنها در کاروان مسیر بسیار اشتباهی را طی می‌کند و ...

## بازخوردها
- استقبال انتقادی از این فیلم مثبت بوده است.[۸]
- در گردآورنده بررسی راتن تومیتوز، بر اساس رای ۱۰۶ منتقد، با میانگین امتیاز ۷٫۳ از ۱۰ و دارای تائیدیه ۸۵٪ را گزارش می‌کند.[۹]
- در متاکریتیک، این فیلم بر اساس رای ۲۲ منتقد، میانگین وزنی ۶۹ از ۱۰۰ را دارد که نشان‌دهنده «بررسی‌های عموماً مطلوب» است.[۱۰]